# Problema de jerarquia
En física teòrica, el problema de la jerarquia és el problema de la gran discrepància entre la força de la interacció electrofeble i de la gravetat. No hi ha consens científic sobre per què, per exemple, la força feble és 1024 vegades més forta que la gravetat.

## Definició tècnica
Un problema de jerarquia es produeix quan el valor fonamental d'algun paràmetre físic, com una constant d'acoblament o una massa, en algun Lagrangià és molt diferent del seu valor efectiu, que és el valor que es mesura en un experiment. Això passa perquè el valor efectiu està relacionat amb el valor fonamental mitjançant una prescripció coneguda com a renormalització, que li aplica correccions.
Normalment, el valor renormalitzat dels paràmetres s'aproxima als seus valors fonamentals, però en alguns casos sembla que hi ha hagut una cancel·lació delicada entre la quantitat fonamental i les correccions quàntiques. Els problemes de jerarquia estan relacionats amb problemes d'ajustament i problemes de naturalitat.
Durant l'última dècada, molts científics van argumentar que el problema de la jerarquia és una aplicació específica de l'estadística bayesiana.
Estudiar la renormalització en problemes de jerarquia és difícil, perquè aquestes correccions quàntiques solen ser divergents en la llei de potència, la qual cosa significa que la física de distància més curta és la més important. Com que no coneixem els detalls precisos de la gravetat quàntica, ni tan sols podem abordar com es produeix aquesta delicada cancel·lació entre dos termes grans. Per tant, els investigadors es veuen conduïts a postular nous fenòmens físics que resolguin problemes de jerarquia sense ajustar-los.

## Visió general
Suposem que un model físic requereix quatre paràmetres per produir un model de treball de molt alta qualitat capaç de generar prediccions sobre algun aspecte del nostre univers físic. Suposem que, mitjançant experiments, trobem que els paràmetres tenen valors: 1,2, 1,31, 0,9 i un valor proper a 4×1029. Un es podria preguntar com sorgeixen aquestes xifres. Però en particular, podria ser especialment curiós sobre una teoria on tres valors són propers a un, i el quart és tan diferent; és a dir, l'enorme desproporció que sembla que trobem entre els tres primers paràmetres i el quart. També ens podríem preguntar si una força és tant més feble que les altres que necessita un factor de 4×1029 per permetre que es relacioni amb elles en termes d'efectes, com va arribar el nostre univers a estar tan exactament equilibrat quan les seves forces sorgit? En la física de partícules actual, les diferències entre alguns paràmetres són molt més grans que això, per la qual cosa la pregunta és encara més destacable
Una resposta donada pels filòsofs és el principi antròpic. Si l'univers va arribar a existir per casualitat, i potser existeixen o han existit un gran nombre d'altres universos, aleshores la vida capaç d'experiments de física només va sorgir en universos que, per casualitat, tenien forces molt equilibrades. Tots els universos on les forces no estaven equilibrades no van desenvolupar una vida capaç de fer aquesta pregunta. Per tant, si formes de vida com els éssers humans són conscients i són capaços de fer aquesta pregunta, els humans haurien d'haver sorgit en un univers amb forces equilibrades, per rar que sigui.
Una segona resposta possible és que hi ha una comprensió més profunda de la física que actualment no tenim. Pot haver-hi paràmetres dels quals podem derivar constants físiques que tinguin valors menys desequilibrats, o pot haver-hi un model amb menys paràmetres.

## Exemples en física de partícules

Cancel·lació de la renormalització de la massa quadràtica del bosó de Higgs entre el bucle de quark superior fermiònic i els diagrames de Feynman del capgròs de quark stop escalar en una extensió supersimètrica del model estàndard

### Massa de Higgs
En la física de partícules, el problema de jerarquia més important és la pregunta que es pregunta per què la força feble és 1024 vegades més forta que la gravetat. Ambdues forces impliquen constants de la naturalesa, la constant de Fermi per a la força feble i la constant newtoniana de gravitació per a la gravetat. A més, si s'utilitza el model estàndard per calcular les correccions quàntiques a la constant de Fermi, sembla que la constant de Fermi és sorprenentment gran i s'espera que estigui més a prop de la constant de Newton tret que hi hagi una cancel·lació delicada entre el valor nu de la constant de Fermi i el quàntic. correccions al mateix.
Més tècnicament, la pregunta és per què el bosó de Higgs és molt més lleuger que la massa de Planck (o l'energia de la gran unificació, o una escala de massa de neutrins pesats): cal esperar que les grans contribucions quàntiques al quadrat de la massa del bosó de Higgs inevitablement fan que la massa sigui enorme, comparable a l'escala a la qual apareix la nova física, tret que hi hagi una cancel·lació d'afinació increïble entre les correccions radiatives quadràtiques i la massa nua.
El problema ni tan sols es pot formular en el context estricte del model estàndard, perquè la massa de Higgs no es pot calcular. En cert sentit, el problema equival a la preocupació que una futura teoria de les partícules fonamentals, en la qual la massa del bosó de Higgs serà calculable, no tingui ajustaments excessius.

## Solucions teòriques
Hi ha hagut moltes solucions proposades per molts físics experimentats.

### Supersimetria
Alguns físics creuen que es pot resoldre el problema de la jerarquia mitjançant la supersimetria. La supersimetria pot explicar com es pot protegir una petita massa de Higgs de les correccions quàntiques. La supersimetria elimina les divergències de la llei de potència de les correccions radiatives a la massa de Higgs i resol el problema de la jerarquia sempre que les partícules supersimètriques siguin prou lleugeres per satisfer el criteri Barbieri – Giudice. Això encara deixa obert el problema mu, però. Els principis de la supersimetria s'estan provant a l'LHC, encara que fins ara no s'han trobat proves de supersimetria.

### Conforme
Sense supersimetria, s'ha proposat una solució al problema de la jerarquia utilitzant només el model estàndard. La idea es remunta al fet que el terme del camp de Higgs que produeix la correcció quadràtica incontrolada després de la renormalització és el quadràtic. Si el camp de Higgs no tenia un terme massiu, llavors no es planteja cap problema de jerarquia. Però en perdre un terme quadràtic al camp de Higgs, cal trobar una manera de recuperar la ruptura de la simetria electrodèbil mitjançant un valor d'expectativa de buit no nul. Això es pot obtenir mitjançant el mecanisme de Weinberg-Coleman amb termes del potencial de Higgs derivats de correccions quàntiques. La massa obtinguda d'aquesta manera és massa petita respecte a la que es veu a les instal·lacions de l'accelerador i, per tant, un model estàndard conforme necessita més d'una partícula de Higgs. Aquesta proposta va ser presentada l'any 2006 per Krzysztof Antoni Meissner i Hermann Nicolai i actualment es troba sota control. Però si no s'observa cap excitació més enllà de la vista fins ara a l'LHC, aquest model s'hauria d'abandonar.

### Dimensions extra
No s'ha informat oficialment de cap evidència experimental o observacional de dimensions addicionals. Les anàlisis dels resultats del Gran Col·lisionador d'Hadrons restringeixen severament les teories amb grans dimensions addicionals. Tanmateix, les dimensions addicionals podrien explicar per què la força de la gravetat és tan feble i per què l'expansió de l'univers és més ràpida del que s'esperava.

### Models de Braneworld
El 1998 Nima Arkani-Hamed, Savas Dimopoulos i Gia Dvali van proposar el model ADD, també conegut com el model amb grans dimensions addicionals, un escenari alternatiu per explicar la debilitat de la gravetat en relació amb les altres forces. Aquesta teoria requereix que els camps del model estàndard estiguin confinats a una membrana de quatre dimensions, mentre que la gravetat es propagui en diverses dimensions espacials addicionals que són grans en comparació amb l'escala de Planck.

### Mescla UV/IR
L'any 2019, un parell d'investigadors van proposar que la barreja IR/UV que va donar lloc a la descomposició de la teoria de camp quàntica efectiva podria resoldre el problema de la jerarquia. El 2021, un altre grup d'investigadors va demostrar que la barreja UV/IR podria resoldre el problema de la jerarquia en la teoria de cordes.